# Krawinkel und Eckstein

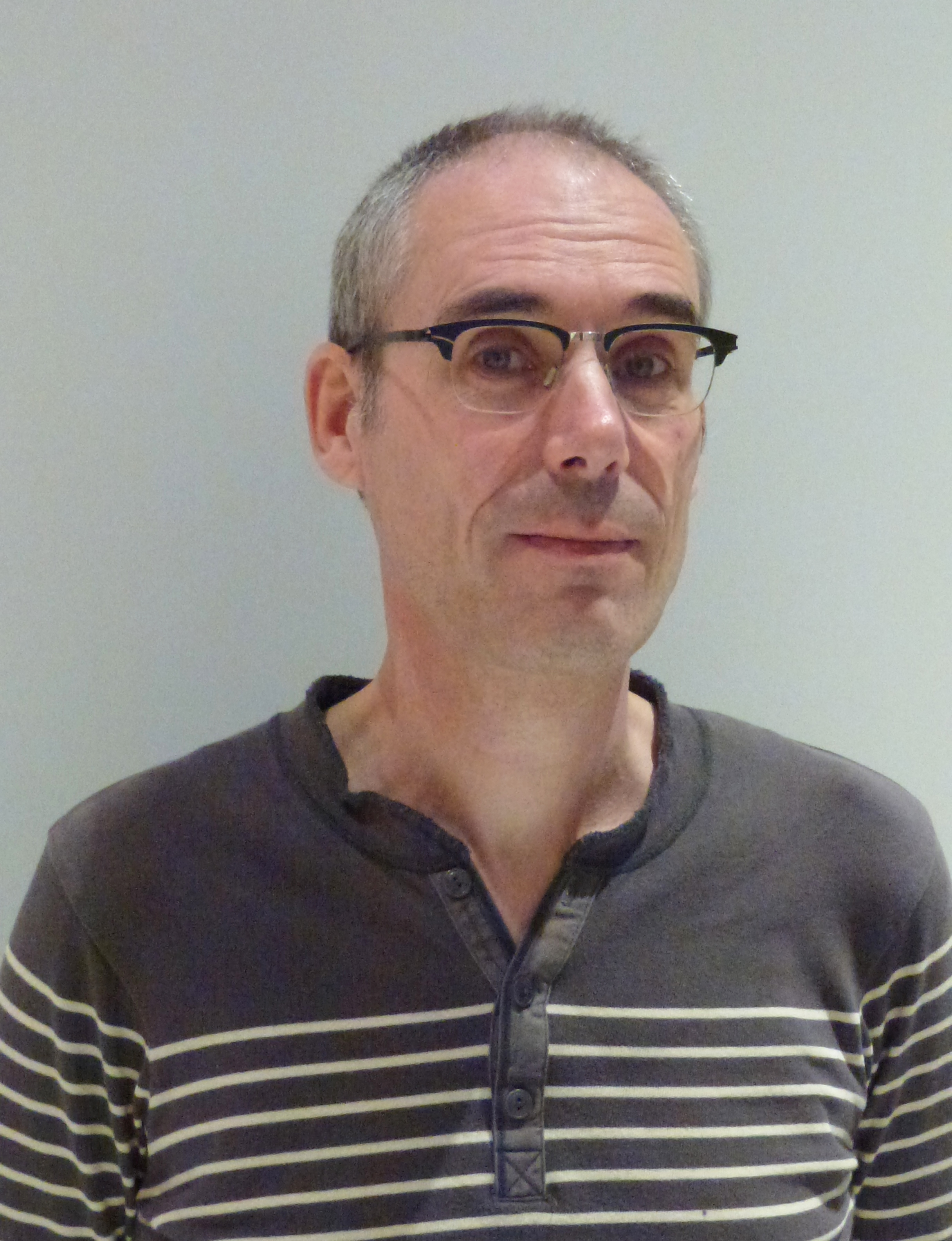
Wouter van Reek

Krawinkel und Eckstein (original: Keepvogel) ist ein Kinderbuch und eine niederländische Computeranimationsserie von Wouter van Reek.

## Inhalt
Krawinkel ist eine flugunfähige Krähe, mit einem roten Cape mit Kapuze bekleidet. Sein bester Freund und Hausgenosse ist der Hund Lupus Wolfram von Eckstein (niederländisch: Lupus Wolfram Tungsten). Sie leben zusammen in einem einsamen Haus auf einer leeren Ebene.
Krawinkels Beschäftigungen sind Erfindungen, Beerenpflücken, Kleben, Pfannkuchenbacken und Anfeuern des Kanonenofens. Er ist unternehmungslustig und neigt dazu, bei seinen Beschäftigungen nicht zum Ende zu kommen. Möbel stapelt er auf dem Dach aufeinander, bis er hinaufklettern und an den Wolken kratzen kann. Eckstein ist der eher verzagte, vorsichtige Konterpart, der Krawinkel wieder auf den Teppich bringt. Die meisten Folgen enden mit dem Sample „Sag ich doch!“, der meist von Eckstein geäußert wird.

## Produktion und Veröffentlichung
Das Buch Krawinkel & Eckstein Die Rettungsaktion von Wouter van Reek wurde 2005 von Uitgeverij Leopold BV in den Niederlanden veröffentlicht. 2006 erschien es beim Patmos Verlag auf Deutsch.
Die Serie besteht aus einer Freihand-Computeranimation. Ein Markenzeichen ist, dass die Umrisse belebter Wesen dauernd in Bewegung sind, was sie sehr gut von unbelebten Gegenständen abhebt. Die Folgen waren zunächst fünf, später zehn Minuten lang. Die deutsche Version wird vom Duo Badesalz synchronisiert. Einige Folgen sind bis heute in der Sendung mit der Maus zu sehen.

## Auszeichnungen
- Liste der besten 7 Bücher für junge Leser von DeutschlandRadio und Focus (10/2006)
- Deutscher Jugendliteraturpreis, Nominierungsliste Bilderbuch (04/2007)